# José G. Herculano de Carvalho
José G. Herculano de Carvalho (* 19. Januar 1924 in Coimbra; † 26. Januar 2001 ebenda) war ein portugiesischer Linguist, Romanist und Lusitanist.

## Leben und Werk
Carvalho studierte von 1941 bis 1945 in Lissabon, war von 1946 bis 1949 Lektor für Portugiesisch an der Universität Zürich (bei Jakob Jud und Arnald Steiger) und ab 1950 Assistent an der Universität Coimbra. Er promovierte dort 1953 mit der Arbeit Coisas e palavras. Alguns problemas etnográficos e linguísticos relacionados com os primitivos sistemas de debulha na Península ibérica (Coimbra 1953), habilitierte sich 1958 mit der Schrift Fonologia mirandesa (Coimbra 1958) und wurde Professor in Coimbra.

## Weitere Werke
- Lições de linguística dadas no curso de introdução aos estudos linguísticos, Coimbra 1958–1960, 1960–1961, 1966–1967, 1969
- (Hrsg.) Bernardim Ribeiro, Menina e moça ou saudades, Coimbra 1960, 1966
- Estudos linguísticos, 3 Bde., Lissabon 1964–1984 (mehrere Auflagen)
- Teoria da linguagem. Natureza do fenómeno linguístico e a análise das línguas, 2 Bde., Coimbra 1967–1973 (zahlreiche Auflagen)
- Pequena contribuição à história da linguística. Observações (algo tardias) a "linguística cartesiana" de Noam Chomsky, Coimbra 1984
- (Hrsg. mit Jürgen Schmidt-Radefeldt) Estudos de linguística portuguesa, Coimbra 1984